# Proconura philippinensis
Proconura philippinensis är en stekelart som först beskrevs av Masi 1929.  Proconura philippinensis ingår i släktet Proconura och familjen bredlårsteklar. Inga underarter finns listade i Catalogue of Life.